# Contre-Temps (album)
Pour les articles homonymes, voir Contretemps.
Albums de Flavien Berger
Léviathan
(2015)
Contre-Temps est le deuxième album studio du compositeur et chanteur français Flavien Berger, sorti le 28 septembre 2018 sur le label Pan European Recording.
L'album compte quelques collaborations notables comme Jacques, Bonnie Banane, Rebeka Warrior et Jérémie Arcache.
Le 5 juillet 2019, Flavien Berger sort Radio Contre-Temps. L'album contient les morceaux qui n'avaient pas été sélectionnés sur Contre-Temps. Il alterne des morceaux musicaux et des enregistrements vocaux initialement destinés au label, sous forme de commentaires.

## Enregistrement
L'album est réalisé entre octobre 2016 et mai 2018. Concernant les conditions d'enregistrement, Flavien Berger déclare aux Inrocks : 

« J’ai fait ce disque chez moi, dans une pièce qui s’apparente à une chambre. C’était impossible de filer les clefs à quelqu’un d’autre car, pour moi, la production représente un outil aussi important que l’écriture ou la composition. Cela fait partie du vocabulaire global d’un disque. »

## Sortie et promotion

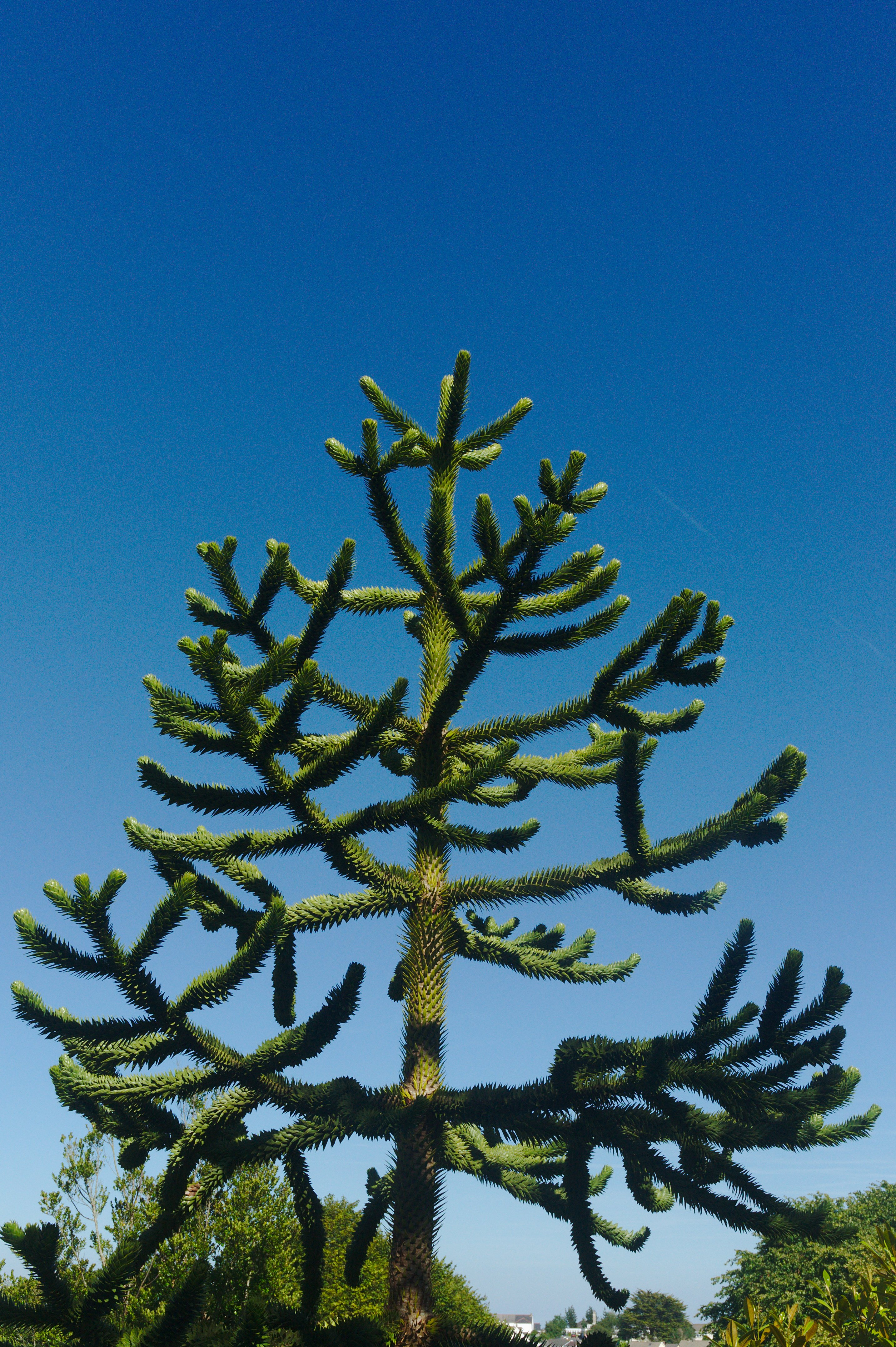
Araucaria du Chili, aussi appelé, comme le fait Flavien Berger sur le titre éponyme, « désespoir des singes », car ces derniers auraient du mal à le grimper

Peu de temps après la sortie de l'album, Berger lance le site Contre-Temps où l'internaute part en chasse au trésor psychédélique tout en découvrant 48 compositions inédites. 
Moins d'un an après, il présente Radio Contre-Temps et déclare à l'antenne de France Culture:  

« Ce que j’aime dans la radio, c’est la présence sonore, des paysages qui n’existent pas pour les yeux, mais qu’on propose en creux et que chaque personne peut colorier comme elle veut. »

## Pochette
La pochette de Contre-Temps est réalisée par Juliette Gelli et Maya de Mondragon. Berger y fait référence dans la chanson « 999999999 », où il décrit une « horloge en lamelles d’autres mondes ». Chaque lamelle est composée de visages grimaçants tandis que l'horloge s'entoure d'un texte presque illisible signifiant en fait « contre-temps » . 

## Accueil critique

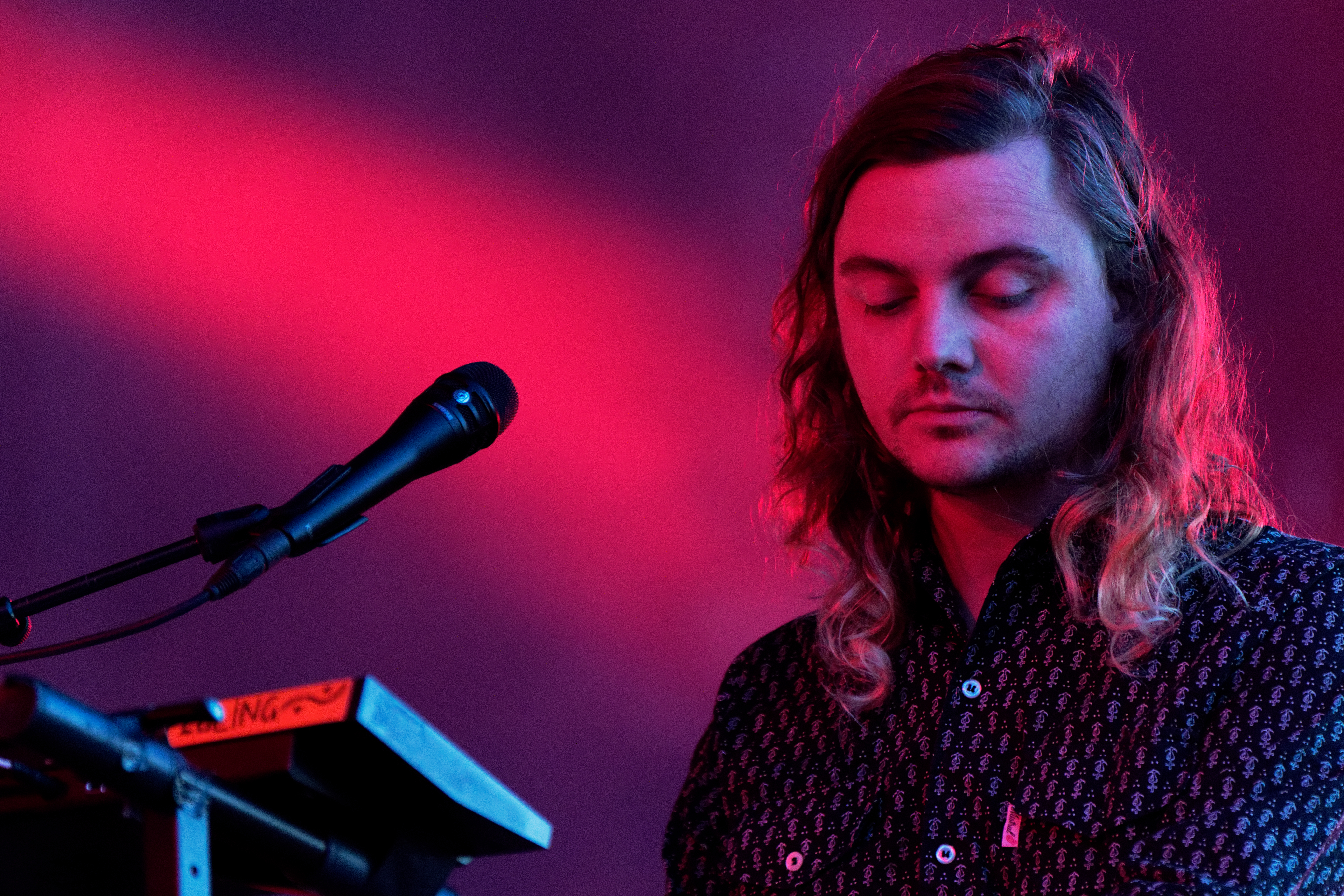
Flavien Berger au Festival des Vieilles Charrues en 2019.

Clément Bacq de L’Écho pointe la dimension introspective de l'album : « Si Léviathan lui a permis de montrer un concentré de son talent, il a voulu, avec cet album, sortir de l’excès pour se rapprocher plus simplement du cœur de l’auditeur ». Pour Azzedine Fall des Inrocks, Contre-Temps est : « Sans doute l’un des plus beaux disques imaginés, assemblés et articulés en France ces dernières années ». Télérama lui octroie un fff, équivalent à « On aime beaucoup ». Anne-Laure Lemancel de RFI affirme : « Avec son deuxième disque, Contre-Temps, le génial Flavien Berger, geek artistique, livre un petit bijou sonore où s’entremêlent pop, électro, musique classique, etc : une bande-originale très personnelle qui côtoie les étoiles et la beauté des petits riens ». Enfin, d'après Simon Brazeilles de tsugi : « On passe de morceaux très languissants aux allures de poèmes où la voix de Flavien Berger envoûte et embellit la mélodie, comme « Pamplemousse » et « Intersaison » à d’autres plus rythmés, à la manière des synthés déchaînés dans « A reculons » en collaboration avec Julia Lanoë ».
À propos de Radio Contre-Temps, Sophie Chartier écrit dans Le Devoir : « Le résultat est un disque moins figé, plus interprétatif, certes moins abouti que les deux autres, mais qui a l’avantage de faire réfléchir au caractère définitif des œuvres d’art ».

## Influences
Quand les médias lui posent la question des inspirations, Berger y voit un processus mystique où « les couches musicales, les mots, la mélodie, les arrangements, infusent et la superposition forme un nouveau relief. ». Il cite quand même: Pink Floyd, Curtis Mayfield, Infinite Bisous, l'album Voodoo de D'Angelo, les livres de Virginie Depsentes et le film Je t'aime, je t'aime d'Alain Resnais,.

## Liste des titres

### Contre-Temps
| No  | Titre             | Durée |
| --- | ----------------- | ----- |
| 1.  | Rétroglyphes      | 2:37  |
| 2.  | Brutalisme        | 3:44  |
| 3.  | Castelmaure       | 4:02  |
| 4.  | Maddy La Nuit     | 3:30  |
| 5.  | 999999999         | 9:00  |
| 6.  | Intersaison       | 4:29  |
| 7.  | A reculons        | 5:08  |
| 8.  | Medieval Wormhole | 1:21  |
| 9.  | Pamplemousse      | 4:35  |
| 10. | Deadline          | 3:45  |
| 11. | Hyper Horloge     | 3:23  |
| 12. | Contre-Temps      | 13:59 |
| 13. | Dyade             | 4:23  |

### Radio Contre-Temps
| No  | Titre                            | Durée |
| --- | -------------------------------- | ----- |
| 1.  | Intro (Apollo Chimerian)         | 1:07  |
| 2.  | Lychémian Reptilien              | 3:24  |
| 3.  | Abbaye de Solesmes pur groove    | 0:14  |
| 4.  | Karaoké (Couteau aztèque)        | 2:57  |
| 5.  | Léopardien                       | 0:25  |
| 6.  | Bientôt jamais estragon          | 4:52  |
| 7.  | Novembrus                        | 3:54  |
| 8.  | East Midlands                    | 1:53  |
| 9.  | Le jeu de qui est qui            | 0:23  |
| 10. | Microsono                        | 6:35  |
| 11. | Sarbacane voilà sharp cut nugget | 0:07  |
| 12. | Draps                            | 2:02  |
| 13. | Tour albatros sin test 01        | 0:21  |
| 14. | Prevenda                         | 2:04  |
| 15. | VID00064 whatchat solo           | 0:46  |
| 16. | En même temps                    | 6:08  |
| 17. | L'Araucaria                      | 4:16  |
| 18. | Outro (chromo sensible)          | 1:11  |

## Classements hebdomadaires
| Pays                | Meilleure position | Semaine(s) dans les charts |
| ------------------- | ------------------ | -------------------------- |
| France              | 66                 | 3                          |
| Belgique (wallonne) | 89                 | 4                          |